# دانشگاه ملایر
دانشگاه ملایر یکی از دانشگاه‌های وزارت علوم، تحقیقات و فناوری است که در شهر ملایر قرار دارد.این دانشگاه تنها دانشگاهی در غرب کشور است که زیرنظر دانشگاه مرکز استان نبوده و مرجع بالادستی آن وزارت علوم، تحقیقات و فناوری است. ریاست این دانشگاه در حال حاضر به عهدهٔ ابراهیم محمدی‌منش می‌باشد.

## تاریخچه
دانشگاه ملایر در سال ۱۳۷۰ با عنوان «دانشکده تربیت دبیر ملایر» وابسته به دانشگاه بوعلی سینای همدان با پذیرش سی دانشجو در رشته علوم تربیتی کار خود را آغاز نمود. در سال ۱۳۷۹ به «مجتمع آموزش عالی ملایر» تبدیل شد و در مقطع کاردانی در رشته‌های کامپیوتر، عمران، محیط زیست و مرتع و مهندسی سرامیک و ریاضی محض نیز دانشجو پذیرفت و تعداد رشته‌های این مجتمع به ۷ رشته رسید.
در سال ۱۳۸۳ مجتمع آموزش عالی ملایر از دانشگاه بوعلی سینا همدان استقلال یافت و در سال ۱۳۸۴ نیز به «دانشگاه ملایر» ارتقاء پیدا نمود و هم‌اکنون دانشگاه ملایر دارای دو پردیس می‌باشد که پردیس اصلی آن در کیلومتر ۵ جاده ملایر - اراک قرار دارد و پردیس دوم آن دانشکده عمران و معماری است که در بلوار دانشجو جنب دانشگاه آزاد اسلامی واقع شده‌است.
در سال‌های ۸۵ و ۸۶ آهنگ تکمیل پروژه ساختمان اصلی دانشگاه که در آن زمان حدود ۱۵ سال از شروع آن می‌گذشت شتاب بسیار زیادی در مقایسه با سال‌های گذشته یافت و سرانجام پس از گذشت ۱۶ سال در روز ۲۱ آبان ماه سال ۱۳۸۶ با حضور حداد عادل ریاست مجلس شورای اسلامی پردیس اصلی دانشگاه ملایر افتتاح گردید.
این دانشگاه از بهمن ماه سال ۱۳۹۶ شروع به پذیرش دانشجو با رشته مهندسی اپتیک و لیزر نمود

## دانشکده‌ها
دانشگاه ملایر دارای هفت دانشکده است و همچنین دارای یک پژوهشکده می‌باشد.
- علوم پایه
- ادبیات و علوم انسانی
- کشاورزی
- فنی و مهندسی
- منابع طبیعی و محیط زیست
- عمران و معماری
- علوم ریاضی و آمار
- پژوهشکده انگور و کشمش[۲]

## تعداد هیئت علمی، کارکنان و دانشجویان
هم‌اکنون بیش از ۷٬۰۰۰ دانشجو در ۶۰ رشته در قالب ۲۵ گروه آموزشی در سه مقطع کارشناسی، کارشناسی ارشد و دکترا در دوره‌های روزانه و شبانه در این دانشگاه در حال تحصیل می‌باشند. این دانشگاه هم‌اکنون بیش از ۲۲۰ نفر عضو هیئت علمی دارد.

## رؤسای دانشگاه از سال ۱۳۸۴ تا کنون
- علیرضا ایلدرمی
- حسن زمانیان
- بهمن امانی
- بهمن حیاتی
- منوچهر بابایی پور
- محمد ملکی
- خسرو سایوند
- ابراهیم محمدی‌منش
- خسرو سایوند

## رشته‌های تحصیلی

### کارشناسی
- مهندسی اپتیک و لیزر
- مهندسی برق - قدرت
- مهندسی معدن
- مهندسی عمران - عمران
- مهندسی عمران - سازه
- مهندسی معماری
- مهندسی مکانیک
- مهندسی کامپیوتر - هوش مصنوعی
- مهندسی مواد - سرامیک
- مهندسی متالورژی
- فلسفه و کلام اسلامی
- فلسفه تعلیم و تربیت
- ریاضی محض
- ریاضیات و کاربردها
- آمار و کاربردها
- زیست‌شناسی
- میکروبیولوژی
- بیوتکنولوژی
- شیمی کاربردی
- روانشناسی
- زبان و ادبیات انگلیسی
- مرتع و آبخیز داری
- مهندسی محیط زیست
- مهندسی فضای سبز
- مهندسی کشاورزی - خاکشناسی
- مهندسی کشاورزی - زراعت
- مهندسی کشاورزی - دام و طیور
- علوم تربیتی - تکنولوژِی آموزشی
- مهندسی آلودگی محیط زیست
- زبان و ادبیات فارسی
- فیزیک حالت جامد
- شیلات

و…

### کارشناسی ارشد
- مهندسی برق - قدرت
- مهندسی برق - مخابرات
- مهندسی کشاورزی - علوم دامی گرایش تغذیه دام و گرایش تغذیه طیور
- مهندسی کشاورزی – مهندسی تولیدات گیاهی – باغبانی
- مهندسی کشاورزی - علوم خاک
- مهندسی منابع طبیعی – مهندسی جنگل
- مهندسی منابع طبیعی - مرتعداری
- مهندسی کشاورزی – مهندسی منابع آب
- مهندسی عمران - سازه
- مهندسی عمران - خاک و پی
- مهندسی مکانیک
- مهندسی مواد - سرامیک
- فیزیک حالت جامد
- ریاضی محض
- ریاضی کاربردی - آنالیز عددی
- شیمی - شیمی فیزیک
- فلسفه و کلام اسلامی
- فلسفه تعلیم تربیت
- محیط زبست
- زیست‌شناسی
- مهندسی مرتع وآبخیزداری
- مدیریت بازرگانی

(حقوق)

### دکترا
- مهندسی عمران - سازه
- فیزیک حالت جامد
- ریاضی کاربردی
- ریاضی - جبر
- محیط زیست

## پردیس‌ها

### ۱- پردیس اصلی
واقع در ابتدای بزرگراه ملایر - اراک

### ۲- پردیس دانشکده مهندسی عمران و معماری
بلوار دانشجو در مجاورت دانشگاه آزاد اسلامی واحد ملایر

#### دانشکده‌ها
- دانشکده فنی و مهندسی
- دانشکده مهندسی عمران و معماری
- دانشکده علوم پایه
- دانشکده ادبیات و علوم انسانی
- دانشکده منابع طبیعی و محیط زیست
- دانشکده کشاورزی
- دانشکده علوم انسانی و معارف قرآنی (ساخته شد)
- دانشکده علوم ریاضی و آمار

## مراکز تحقیقاتی
- پژوهشکده ملی انگور و کشمش ایران[۶]
- پژوهشکده نانو
- پژوهشکده مطالعات سیستم های قدرت

## خوابگاه
- خوابگاه پسرانه

دولتی: خدیجه و ابوالفضل و پسرانه (فاطمیه سابق)
خودگردان: یاس ۱ و ۲، ولیعصر و گلها
- خوابگاه‌های دخترانه

دولتی: زینبیه، الزهرا و ریحانه
خودگردان: ماهان، سمیه، قائم مقام